# Rolvormen

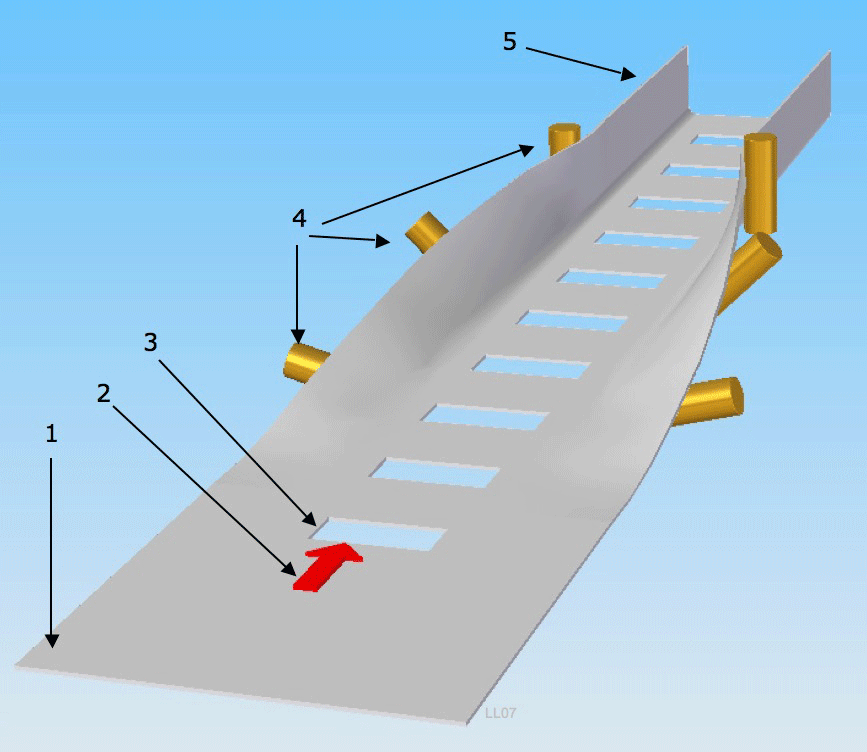
Rolvormproces
1 Vlakke plaat
2 Bewegingsrichtingplaat
3 Geponste uitsparingen
4 Geleidingsrollen
5 Eindprofiel

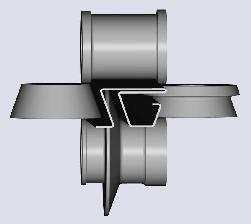
Rolvormen van profielen

Rolvormen is het in een continu proces vervaardigen van een profiel uit een rol metalen bandmateriaal.

## Kenmerk
Met het rolvormproces kunnen er binnen relatief korte tijd grote series voorwerpen met een gelijkblijvende dwarsdoorsnede gemaakt worden. Het rolvormproces kan voor uiteenlopende metaalsoorten worden toegepast. Tijdens het rolvormen kunnen gelijktijdige bewerkingen zoals doordrukken, snijden, decoreren en perforeren plaatsvinden.

## Proces
Een vlakke plaat (1) wordt door meerdere na elkaar geplaatste geleidingsrollen (4) in een profielvorm (5) gedrukt. De opstelling van de geleidingsrollen bepaalt de uiteindelijke profielvorm. Omdat de vervorming per rol beperkt is, zijn er meerdere geleidingsrollen nodig die stap voor stap de plaat in de gewenste vorm drukken. Het aantal stappen is mede afhankelijk van de dikte van het materiaal. Ook is het mogelijk om tijdens of voor het rolvormen met een ponsproces gaten (3) aan het rolvormprofiel toe te voegen.

## Toepassingen
Rolvormen is een goedkoop productieproces. Het opbouwen van de rollen is een tijdrovend en daardoor duur proces. Hierdoor is rolvormen alleen lonend bij grote productieaantallen.